# Cheumatopsyche digitata
Cheumatopsyche digitata är en nattsländeart som först beskrevs av Martin E. Mosely 1935.  Cheumatopsyche digitata ingår i släktet Cheumatopsyche och familjen ryssjenattsländor. Inga underarter finns listade i Catalogue of Life.